# Thomas Marshall
Thomas Riley Marshall (ur. 14 marca 1854 w North Manchester, New Jersey, zm. 1 czerwca 1925 w Waszyngtonie) – amerykański polityk, działacz Partii Demokratycznej, 28. wiceprezydent Stanów Zjednoczonych.
W 1875 ukończył prawo w Wabash College. W latach 1909–1913 sprawował funkcję gubernatora stanu Indiana. Został wyznaczony jako kandydat Partii Demokratycznej na wiceprezydenta przy kandydującym na prezydenta Woodrow Wilsonie w 1912; po zwycięstwie wyborczym sprawował ten urząd przez 2 kadencje (od 4 marca 1913 do 4 marca 1921).